# Europe '72
Europe '72 è un triplo album live del gruppo rock californiano Grateful Dead, pubblicato nel 1972 dalla Warner Bros. Records.
Le tracce dell'album sono state registrate durante i concerti svolti a Londra, Copenaghen, Parigi ed Amsterdam.

## Accoglienza
| Recensione               | Giudizio   |
| ------------------------ | ---------- |
| Allmusic                 | [ 3 ]      |
| Christgau's Record Guide | B+         |
| Rolling Stone            | Favorevole |

Europe 72 fu un successo commerciale, restando in classifica negli Stati Uniti per 24 settimane. L'album ha venduto oltre due milioni di copie negli Stati Uniti, certificate dalla Recording Industry Association of America, ricevendo due dischi di platino.
Il disco fu ricevuto positivamente dalla critica musicale. Tom Dupree, recensendo l'album per la rivista Rolling Stone, lodò la qualità del suono e dei musicisti, specialmente la chitarra solista di Garcia. Nel 2015 la stessa rivista inserì Europe '72 alla posizione numero 19 nella classifica dei 50 migliori dischi dal vivo di sempre, da loro redatta. Il recensore di AllMusic elogiò particolarmente il contributo musicale di Pigpen, definito uno dei punti più alti della sua carriera, e fece notare come il formato su triplo LP ha permesso di presentare fedelmente su disco le jam estese dei concerti del gruppo.

## Tracce

### Disco 1

#### Lato A
1. Cumberland Blues  (Jerry Garcia, Phil Lesh, Robert Hunter) - 5:47
2. He's Gone (Garcia, Hunter) - 7:12
3. One More Saturday Night (Bob Weir) - 4:45

#### Lato B
1. Jack Straw (Weir, Hunter) - 4:46
2. You Win Again (Hank Williams) - 3:54
3. China Cat Sunflower (Garcia, Hunter) - 5:33
4. I Know You Rider (Grateful Dead) - 4:55

### Disco 2

#### Lato A
1. Brown-Eyed Women (Garcia, Hunter) - 4:55
2. It Hurts Me Too (Elmore James) - 7:18
3. Ramble On Rose (Garcia, Hunter) - 6:09

#### Lato B
1. Sugar Magnolia (Weir, Hunter) - 7:04
2. Mr. Charlie (Ron McKernan, Hunter) - 3:40
3. Tennessee Jed (Garcia, Hunter) - 7:13

### Disco 3

#### Lato A
1. Truckin' (Garcia, Lesh, Weir, Hunter) - 13:08
2. Epilogue (Grateful Dead) - 4:33

#### Lato B
1. Prelude (Grateful Dead) - 8:08
2. Morning Dew (Bonnie Dobson, Tim Rose) - 10:35

## Date di registrazione
- Cumberland Blues – 8 aprile 1972, Londra, Wembley
- Brown-Eyed Women – 14 aprile, 1972, Copenaghen, Giardini di Tivoli
- Jack Straw, China Cat Sunflower, I Know You Rider, Tennessee Jed – 3 maggio 1972, Parigi, Teatro Olimpia
- Sugar Magnolia – 4 maggio 1972, Parigi, Teatro Olimpia
- He's Gone – 10 maggio 1972, Amsterdam, Concertgebouw
- Mr. Charlie – 23 maggio 1972, Londra, Lyceum Theatre
- You Win Again, It Hurts Me Too – 24 maggio 1972, Londra, Lyceum Theatre
- Truckin', Epilogue, Prelude, Morning Dew, One More Saturday Night, Ramble on Rose – 26 maggio 1972, Londra, Lyceum Theatre

## Formazione
- Jerry Garcia - chitarra, voce
- Phil Lesh - basso, voce
- Bob Weir - chitarra, voce
- Bill Kreutzmann - batteria
- Tom Constanten - tastiere
- Ron "Pigpen" McKernan - organo, armonica a bocca, voce
- Keith Godchaux – piano
- Donna Godchaux – voce